# Stylidium bellum
Stylidium bellum är en tvåhjärtbladig växtart som beskrevs av Wege. Stylidium bellum ingår i släktet Stylidium och familjen Stylidiaceae. Inga underarter finns listade i Catalogue of Life.